# Jbus
 (mars 2025).
Si vous disposez d'ouvrages ou d'articles de référence ou si vous connaissez des sites web de qualité traitant du thème abordé ici, merci de compléter l'article en donnant les références utiles à sa vérifiabilité et en les liant à la section « Notes et références ».
 (mars 2025).
Jbus est un réseau local industriel (bus de terrain), variante de Modbus, créé par April (gamme d'automate programmable industriel) et réalisé par les sociétés Renault et Merlin Gerin [Quand ?].
Selon le guide réseau MODBUS de Merlin Gerin (page 55), « le protocole Jbus utilise une partie du protocole Modbus ».